# The 100 Girlfriends Who Really, Really, Really, Really, Really Love You
The 100 Girlfriends Who Really, Really, Really, Really, Really Love You (яп. 君のことが大大大大大好きな100人の彼女, Kimi no koto ga Dai Dai Dai Dai Daisuki na Hyaku-nin no Kanojo, укр. 100 дівчат, які дуже, дуже, дуже, дуже, дуже тебе кохають), скорочено як 100 дівчат (яп. 100人の彼女, Hyaku-nin no Kanojo), або Хяккано (яп. 100カノ), — манґа, написана Рікіто Накамурою та ілюстрована Юкіко Нодзавою. Вона публікується в журналі Weekly Young Jump видавництва Shueisha з грудня 2019 року, а її розділи зібрані у 20 томах танкобон (станом на грудень 2024 року). Манґа ліцензована для випуску англійською мовою у Північній Америці компанією Seven Seas Entertainment.
Сюжет розповідає про старшокласника Рентаро Айдзьо, який за своє життя закохався та зізнався у почуттях рівно 100 дівчатам, але всі вони його відхилили. Одного разу, молячись у святині, Рентаро зустрічає Бога Кохання, який відкриває йому, що через помилку йому судилося мати 100 споріднених душ. Однак Бог також попереджає, що зустріч із такою людиною — це найбільша удача, яку тільки можна отримати, і якщо Рентаро не відповість взаємністю жодній зі своїх споріднених душ, вона втратить свою удачу, зрештою постраждає від страшного нещастя та помре. Не бажаючи допустити цього та щиро закохавшись у всіх дівчат, Рентаро вирішує не дозволити жодній із них загинути, зустрічаючись і підтримуючи стосунки з усіма одночасно.
Аніме-адаптація, створена студією Bibury Animation Studios, транслювалася з жовтня по грудень 2023 року. Другий сезон вийшов у січні 2025 року.

## Синопсис
Рентаро Айдзьо за своє життя зізнався у почуттях 100 дівчатам і був відхилений кожною з них. У останній день середньої школи він відвідує святиню та молиться, щоб знайти дівчину під час навчання у старшій школі. Раптово перед ним з'являється Бог Кохання та розкриває, що причина його невдалого особистого життя полягає в тому, що кожна людина має лише одну споріднену душу. Однак через помилку самого Бога Кохання Рентаро судилося мати 100 споріднених душ, і цей шлях розпочнеться, коли він вступить до старшої школи.
І справді, у перший день навчання в старшій школі Рентаро зустрічає багату Хакарі Ханадзоно та цундере Каране Інда. Обидві дівчини миттєво закохуються в нього. Рентаро також закоханий у них обох, але не може вибрати між ними. Того ж вечора він знову вирушає до Бога Кохання, який повідомляє, що якщо він не відповість взаємністю одній зі своїх споріднених душ, вона загине в нещасному випадку. Не бажаючи, щоб така доля спіткала Хакарі та Каране, Рентаро вирішує зустрічатися з обома одночасно — з їхньої згоди.
З розвитком сюжету з'являються нові дівчата, які стають дівчатами Рентаро, утворюючи поліаморні стосунки, відомі як «Родина Рентаро». Історія зосереджується на знайомствах Рентаро з новими дівчатами та взаємодії між членами його родини.

## Медіа

### Манґа
Написана Рікіто Накамурою та ілюстрована Юкіко Нодзавою The 100 Girlfriends Who Really, Really, Really, Really, Really Love You почала виходити в Weekly Young Jump, сейнен-журналі видавництва Shueisha, 26 грудня 2019 року. Її розділи зібрані та видані Shueisha у форматі окремих танкобон. Перший том вийшов 17 квітня 2020 року. Станом на 18 грудня 2024 року випущено двадцять томів.
2 липня 2021 року Seven Seas Entertainment оголосили, що отримали ліцензію на випуск серії англійською мовою в Північній Америці у друкованому та цифровому форматах окремими томами. Перший том вийшов 22 лютого 2022 року.

### Аніме
Аніме-адаптацію телесеріалу було оголошено в березні 2023 року. Вона створена студією Bibury Animation Studios під керівництвом Хікару Сато, зі сценаріями Такаші Аошіми, дизайном персонажів від Акане Яно та музикою, написаною Шухей Муцукі, Шунсуке Такідзавою та Ебою. Серіал транслювався з 8 жовтня по 24 грудня 2023 року на Tokyo MX та інших мережах. Початкова пісня: «Dai Dai Dai Dai Daisuki na Kimi e♡» (яп. 大大大大大好きな君へ♡, досл. «Тобі, кого я дуже, дуже, дуже, дуже, дуже кохаю»), яку виконують Каеде Хондо, Мію Томіта, Марія Наганава, Асамі Сето та Аяка Асаї, а завершальна пісня «Sweet Sign» (яп. スイートサイン) у виконанні Нако Місакі.
Після фіналу першого сезону було оголошено про другий сезон. Він вийшов 12 січня 2025 року. Початкова пісня «Arigato, Daisuki ni Natte Kurete» (яп. ありがと、大好きになってくれて, досл. «Дякую, що став таким люблячим») виконана Rentarō Family, групою, створеною учасниками озвучки героїнь з двох сезонів серіалу. Кінцева тема — «Unmei?» у виконанні Амане Сіндо, Судзуко Міморі, Ріе Такахасі, Лінн і Канон Такао.
Crunchyroll транслює серіал за межами Азії. Muse Communication отримала ліцензію на серіал для Південної та Південно-Східної Азії.

### Ранобе
Спіноф ранобе, написаний Хамубане, під назвою The 100 Girlfriends Who Really, Really, Really, Really, Really Love You: Secret Love Story, був випущений 19 липня 2023 року під імпринтом Jump J-Books видавництва Shueisha. Seven Seas Entertainment отримала ліцензію на англійське видання цього роману. Він був випущений цифровою версією 3 жовтня 2024 року та у друкованому вигляді 12 листопада того ж року.

## Сприйняття
До липня 2021 року манґа мала понад 800 000 примірників у обігу. До березня 2022 року це число зросло до 1 мільйона примірників. До листопада 2023 року манґа мала понад 1,65 мільйона примірників у обігу.
У серпні 2020 року серіал зайняв друге місце серед 50 номінантів на шостій премії Next Manga Award, отримавши 19 902 голоси. У 2021 році серіал посів 19-е місце на премії Shinkan Manga Taishō від Tokyo Manga Reviewers.
Серіал зайняв восьме місце у п'ятому опитуванні AnimeJapan 2022 року за титулом «Найбажаніша аніме-адаптація».